# Muhen
Muhen é uma comuna da Suíça, no Cantão Argóvia, com cerca de 3.245 habitantes. Estende-se por uma área de 7,03 km², de densidade populacional de 462 hab/km². Confina com as seguintes comunas: Gränichen, Hirschthal, Holziken, Kölliken, Oberentfelden, Unterkulm.
A língua oficial nesta comuna é o Alemão.